# Пионерский (Наро-Фоминский район)
Пионерский — посёлок сельского типа в Наро-Фоминском районе Московской области, входит в состав муниципального образования Городское поселение Верея. Численность постоянно проживающего населения — 338 человек на 2006 год, в посёлке числятся 2 улицы. До 2006 года Пионерский входил в состав Симбуховского сельского округа.
Посёлок расположенв 300 м юго-западной окраины города Верея, отделённый оврагом с запрудами, высота центра над уровнем моря 194 м. Ближайший населённый пункт — деревня Ястребово в 1 км на юго-запад.